# Jérémie (fumetto)
Jérémie è stato un fumetto a puntate creato da Paul Gillon nel 1968 e in alcune strisce ha anche lavorato il disegnatore Riad Sattouf.

## Storia
Le strisce di Jérémie furono pubblicate nei periodici per ragazzi Vaillant, Pif e Pif Gadget di Éditions Vaillant dal 1968 al 1983. In maniera non periodica – tra il 1979 e il 2010 – nelle riviste per ragazzi Hop, Pilote e ll mensile BoDoï. La storia di questo fumetto ci fa conoscere Jérémie, protagonista di storie ambientate nel periodo storico dei corsari.

## Pubblicazioni
Serie a fumetti pubblicate sui vari periodici.
| Serie   | Anno | Periodico           | Titolo                                  | Autore      |
| ------- | ---- | ------------------- | --------------------------------------- | ----------- |
| Jérémie | 1968 | Vaillant n. 1202    | Pif aviateur                            | Paul Gillon |
| Jérémie | 1968 | Vaillant n. 1202    | Copertina Jerémie su periodico Vaillant | Paul Gillon |
| Jérémie | 1968 | Vaillant n. 1202    | L'île du sacrifice                      | Paul Gillon |
| Jérémie | 1971 | Pif n.139           | a semaine prochaine                     | Paul Gillon |
| Jérémie | 1971 | Pif n.140           | L'île mystérieuse                       | Paul Gillon |
| Jérémie | 1971 | Pif n.148           |                                         | Paul Gillon |
| Jérémie | 1971 | Pif n.149           | Les flibustiers                         | Paul Gillon |
| Jérémie | 1972 | Pif n.162           | Dame Cocquemard                         | Paul Gillon |
| Jérémie | 1972 | Pif n.163           | Dame Cocquemard                         | Paul Gillon |
| Jérémie | 1972 | Pif n.174           |                                         | Paul Gillon |
| Jérémie | 1972 | Pif n.175           | Les négriers                            | Paul Gillon |
| Jérémie | 1972 | Pif n.183           |                                         | Paul Gillon |
| Jérémie | 1972 | Pif n.184           | Intrigue                                | Paul Gillon |
| Jérémie | 1972 | Pif n.191           |                                         | Paul Gillon |
| Jérémie | 1972 | Pif n.192           | La crique                               | Paul Gillon |
| Jérémie | 1972 | Pif n.198           |                                         | Paul Gillon |
| Jérémie | 1972 | Pif n.199           | Le fort de San Juan                     | Paul Gillon |
| Jérémie | 1973 | Pif n.206           |                                         | Paul Gillon |
| Jérémie | 1973 | Pif n.207           | Totuga                                  | Paul Gillon |
| Jérémie | 1973 | Pif n.216           | Exposition à la Galerie                 | Paul Gillon |
| Jérémie | 1979 | Hop n.22            |                                         | Paul Gillon |
| Jérémie | 1983 | Pif n.762           | Les grands de la BD: vive le No 2000    | Paul Gillon |
| Jérémie | 2003 | Pilote Spécial été  | La fille de trois heures du matin       | Sattouf     |
| Jérémie | 2004 | Pilote Spécial Noël | Spécial Noël et Halloween               | Sattouf     |
| Jérémie | 2004 | BoDoï HS 9          |                                         | Paul Gillon |
| Jérémie | 2010 | Hop n.126           | Tortuga (Ristampa Pif Gadget)           | Paul Gillon |
| Jérémie | 2010 | Hop n.126           | L'île du sacrifice (Ristampa Vaillant)  | Paul Gillon |
| Jérémie | 2010 | Hop n.126           | Le fort de San Juan (Ristampa Vaillant) | Paul Gillon |
| Jérémie | 2010 | Hop n.126           | (Ristampa Vaillant)                     | Paul Gillon |
| Jérémie | 2010 | Hop n.126           |                                         | Paul Gillon |